# トルコ大国民議会護衛儀仗大隊
トルコ大国民議会護衛儀仗大隊 (Türkiye Büyük Millet Meclisi Muhafız ve Tören Taburu)は、トルコ共和国の大国民議会を警護するために、1920年から2011年まで存在した護衛大隊。定員は約800名で、参謀本部次長職 (Genelkurmay 2. Başkanlığı)の指揮下にあるトルコ共和国大統領護衛連隊 (Cumhurbaşkanlığı Muhafız Alayı)に属していた。

## 創設
1920年7月18日、9個分隊から成る国民議会護衛小隊 (Meclis-i Millî Muhafız Takımı)として、イスマイル・ハック (İsmail Hakkı Tekçe)中尉の指揮のもと発足した。当初の員数は80名であった。1ヶ月後、護衛中隊に拡張され、1920年10月16日、護衛大隊となった。トルコ独立戦争中、前線にも派遣され、7名の将校と15名の兵士が戦死した。

## トパル・オスマン事件
1920年11月12日以来、ムスタファ・ケマル・パシャの身辺警護は、ギレスン第47義勇連隊指揮官トパル・オスマン (Topal Osman Ağa)民兵中佐に任されており、ムスタファ・カプタン民兵大尉が隷下の第1大隊を指揮していた。しかし、1923年3月27日、議会の反主流派第二グループに属するアリ・シュクル・ベイ (Ali Şükrü Bey)がムスタファ・ケマル・パシャを批判した後、遺体で発見される事件が起きると、ムスタファ・ケマル・パシャは、大国民議会護衛大隊長イスマイル・ハックにトパル・オスマン・アーとその仲間の逮捕を命じた。トパル・オスマンは、セイラン・バーラルのアジトに包囲され、銃撃戦で負傷し、4月1日に拘束された。翌2日、第二グループに属する議員たちの求めに応じる形で、トパル・オスマン・アーの遺体は大国民議会 (現独立戦争博物館)の門に晒された。 また、彼の首の無い遺体がウルス広場に晒されたとも言われる。この事件を機に、護衛大隊は、チャンカヤの大統領官邸と大国民議会との双方を警護する任務を担うことになった。

## 単独政党時代
国民議会護衛大隊は、1924年4月20日、トルコ大国民議会護衛大隊 (Türkiye Büyük Millet Meclisi Muhafız Taburu)と命名され、1927年6月1日に連隊規模に拡張されて、トルコ大国民議会護衛連隊 (Türkiye Büyük Millet Meclisi Muhafız Alayı)となった。護衛連隊は、イスマイル・ハック・テキチェ大佐の指揮のもと、デルスィム反乱の鎮圧作戦に参加した。

## 第二次世界大戦
第二次世界大戦が勃発すると、戦争準備のため、1939年9月に第64旅団として改編された。1940年5月9日、師団に格上げされ、チャタルジャ線に配置された。イスタンブール司令部と第4軍団司令部の隷下に入った。第二次世界大戦後、1948年に師団は解散されたが、アンカラに後置されていた1個中隊が大隊として再編され、連隊規模にまで拡張され、1953年5月16日に大統領護衛連隊 (Riyaset-i Cumhur Muhafız Alayı) となり、大国民議会護衛大隊は、その隷下で任務に就くことになった。

## 廃止
2003年に公正発展党所属のアドウヤマン選出のヒュスレフ・クトル (Fehmi Hüsrev Kutlu)議員が「自分の執務室で夕方まで兵士たちの食卓の祈りと行進曲を聴かなきゃいけないんだよ。まるで軍の兵営にいるみたいに感じるよ」と述べた際には、議員警告の罰が与えられたが、その後、公正発展党と平和と民主主義党の議員が同大隊の廃止を求めていた。トルコ共和国参謀本部は「大隊はアタテュルクの命令で創設された。議会における国家と国民の統合の象徴である。トルコ軍は、この種の言説に深い懸念を感じる」と述べ、反対していた。
その後、大国民議会運営法に「トルコ大国民議会の全ての建物、施設、付属施設、土地における執行と運営は、トルコ大国民議会議長により画定され実施される。治安その他の任務に充分な戦力は、内務省によりトルコ大国民議会に提供される」との条文が加えられ、2011年12月21日、大国民議会議長ジェミル・チチェキ (Cemil Çiçek)が参加し、最後の大隊長となったメフメト・アリ・シェンカラ (Mehmet Ali Şenkara)歩兵少佐により取り仕切きられた式典が行われた後、91年間に渡りトルコ大国民議会を警護してきた同大隊は解隊された。